# Écouen
Écouen egy község Franciaországban. Lakosainak száma 7173 fő (2022. január 1.).

## Földrajza
Écouen Le Mesnil-Aubry, Sarcelles, Villiers-le-Bel, Ézanville, Piscop, Le Plessis-Gassot és Saint-Brice-sous-Forêt községekkel határos.